# 庫氏紋唇魚
庫氏紋唇魚（学名：Osteochilus kuekenthali）是輻鰭魚綱鯉形目鯉科的其中一個種，分布於亞洲婆羅洲，體長可達7.3公分，棲息在中底層水域。